# برنهارد فوغل
برنهارد فوغل (بالألمانية: Bernhard Vogel)‏ (19 ديسمبر 1932 – 02 مارس 2025) هو سياسي ألماني ينتمي إلى الاتحاد الديمقراطي المسيحي. شغل منصب رئيس وزراء راينلند بالاتينات خلال الفترة 1976 حتى 1988 ومنصب رئيس وزراء تورينغن من 1992 حتى 2003. كما شغل منصب رئيس البوندسرات الألماني في الفترة 1976 حتى 1977 و 1987 حتى 1988.

## روابط خارجية
- برنهارد فوغل على موقع IMDb (الإنجليزية)
- برنهارد فوغل على موقع مونزينجر (الألمانية)